# A fortiori
A fortiori, wnioskowanie a fortiori (z łac. idiomu argumentum a fortiori) – zwrot używany (głównie w dyskursach prawniczych, teologii, matematyce) w znaczeniach:
- „z mocniejszego na słabsze”
- „tym bardziej”
- „tym więcej” względnie „tym mniej”
- „z bardziej przekonującego powodu”

aby dowód jakiegoś twierdzenia wyrazić przez już udowodnione mocniejsze twierdzenie. Wnioskowanie logiczne według tej metody określane jest też jako wnioskowanie „tym bardziej” (przykład: jeżeli zakazana jest jazda rowerem, to tym bardziej zakazana jest pojazdami mechanicznymi).
Wnioskowanie a fortiori stosowane jest najczęściej dla wzmocnienia argumentacji, czasami też dla pozorowania wniosku logicznego tam, gdzie go nie ma (petitio principii).
A fortiori być może wywodzi się z hebrajskiej retoryki, ściślej z metody argumentacji zwanej „KaL VA-HOMER” (dosł. „od lżejszego do cięższego”)

## Wnioskowanie „tym bardziej”
We wnioskowaniu „tym bardziej” rozróżnia się wnioskowanie:
- a maiore ad minus: wnioskowanie z większego na mniejsze. Jeżeli wolno więcej, to tym bardziej wolno mniej. Jeżeli ktoś jest uprawniony do czynienia czegoś większego, to tym bardziej jest uprawniony do czynienia czegoś mniejszego (charakter uprawniający) np. skoro urząd ma prawo odrzucić podanie, to może je też przyjąć warunkowo.
- a minore ad maius: wnioskowanie z mniejszego na większe. Jeżeli zabronione jest to, co mniejsze, to tym bardziej nie wolno czynić tego, co sięga jeszcze dalej (charakter zakazujący) np. jeżeli zakazano przekraczać prędkość 50 km/h, to tym bardziej nie można jechać z prędkością 100 km/h[2]. „Jeżeli autor reportażu relacjonuje zaistniałe wydarzenie w sposób niezgodny z rzeczywistym przebiegiem i przypisuje uczestnikom tego wydarzenia nieprawdziwe cechy, postępuje nierzetelnie w rozumieniu art. 12 ust. 1 pkt 1 ustawy z 26.01.1984 r. – Prawo prasowe (Dz.U. z 2018 r. poz. 1914), tym bardziej gdy pomawia osoby o niewłaściwe postępowanie”[3].

## A fortiori w debatach relatywistycznych
Wnioskowanie a fortiori jest kontrowersyjnym tematem filozoficznych debat relatywistycznych, ponieważ odnosi się do niego ważna forma argumentacji hermeneutycznej w Talmudzie, Kol va-homer. Podczas gdy autorzy tacy jak Daube, który w 1949 roku wprowadził do nauki tezę o zasadniczo jednakowej formie wnioskowania a fortiori i Kol va-homer, czy Gabbay, który broni kulturowej niezmienności rozumu, przeciwstawną relatywistyczną pozycję w stosunku do obu rodzajów wykorzystuje m.in. Eilberg-Schwartz, by argumentować w tej racjonalistycznej debacie na rzecz ograniczenia - uwarunkowanego kulturowo - obowiązywania logiki.

## Literatura
- Grabenhorst, Thomas K.: Das argumentum a fortiori, Verlag "Peter Lang" 1990 ISBN 3-631-43261-5
- Schneider: Logik für Juristen, s. 158 nn.